# Toliara II
Toliara II District är ett distrikt i Madagaskar.   Det ligger i regionen Atsimo-Andrefanaregionen, i den sydvästra delen av landet, 600 km sydväst om huvudstaden Antananarivo.